# 颱風薇拉 (1986年)
颱風薇拉（英語：Typhoon Vera，國際編號：8613，PAGASA：Typhoon Loleng）為1986年太平洋颱風季的熱帶氣旋之一。

## 影响
1986年8月28日，在中國被稱為“15号台风”的颱風維娜吹襲朝鮮半島，位於中國吉林省的長白山保護區亦受影響，其南坡和西坡受災，导致9924.5公顷原始森林大面积倒伏。薇拉造成60人死亡。

## 熱帶氣旋警告使用記錄

### 臺灣
| 中央氣象局 颱風警報 | 中央氣象局 颱風警報 | 中央氣象局 颱風警報 |
| ------------------- | ------------------- | ------------------- |
| 上一熱帶氣旋        | 海上颱風警報        | 下一熱帶氣旋        |
| 中度颱風韋恩        | 海上颱風警報        | 中度颱風韋恩        |
| 中度颱風韋恩        | 陸上颱風警報        | 中度颱風韋恩        |